# Mount Carr
Der Mount Carr ist ein 2590 m hoher Berg mit einer Schartenhöhe von 133 m im Südwesten der kanadischen Provinz British Columbia, im Squamish-Lillooet Regional District.

## Geographie
Der Mount Carr liegt im Garibaldi Provincial Park und ist Teil der Garibaldi Ranges in den Coast Mountains. Der Berg liegt 70 km nördlich von Vancouver und 2 km südsüdöstlich des nächsthöheren Castle Towers Mountain. Die Abflüsse der Niederschläge und das Schmelzwasser der Gletscher von der Westseite fließen in den Garibaldi Lake, die von der Ostseite in den Cheakamus Lake. Das Relief ist so gestaltet, dass der Gipfel des Berges 1440 m über den 4 km entfernten Isosceles Creek aufragt.
| Castle Towers Mountain Phyllis's Engine | Cheakamus Lake Cheakamus Glacier | Mount Davidson               |
| Garibaldi Lake                          |                                  | Isosceles Creek Parapet Peak |
| The Sphinx Guard Mountain               | Pitt River                       | Isosceles Peak               |

## Geschichte
Der Berg ist nach Frank Edward Carr (1886–1915) benannt, einem Postangestellten aus Vancouver und Mitglied der Geschäftsführung des British Columbia Mountaineering Club, der im 7. Bataillon der Canadian Expeditionary Force in Kanada, England und Frankreich während des 1. Weltkriegs diente. Er fiel am 26. April 1915 in Frankreich in einem Gefecht und ist auf dem Menenpoort in Belgien verzeichnet. Das Toponym wurde am 2. September 1930 vom Geographical Names Board of Canada offiziell anerkannt.
Die Erstbesteigung des Mt. Carr, der zu dieser Zeit Copper Peak genannt wurde, erfolgte 1911 durch eine große Seilschaft des BC Mountaineering Club, zu der auch Don Munday gehörte.:136

## Klima
In Bezug auf die Klimaklassifikation nach Köppen und Geiger herrscht am Mount Carr ein Westseiten-Seeklima. Die meisten Wetterfronten stammen vom Pazifik und bewegen sich ostwärts auf die Coast Mountains zu, wo sie durch die Berge zum  Aufsteigen (Windstau) gezwungen werden, was wiederum dazu führt, dass die enthaltene Feuchtigkeit in Form von Regen oder Schnee abgegeben wird. Im Ergebnis führt das zu hohen Niederschlägen in den Coast Mountains, insbesondere zu starken Schneefällen im Winter. Die Temperaturen können unter −20 °C fallen, unter Berücksichtigung von Windchill-Einfluss unter −30 °C. Dieses Klima nährt den Sphinx Glacier am Westhang und den Cheakamus Glacier am Nordhang des Berges.

## Galerie

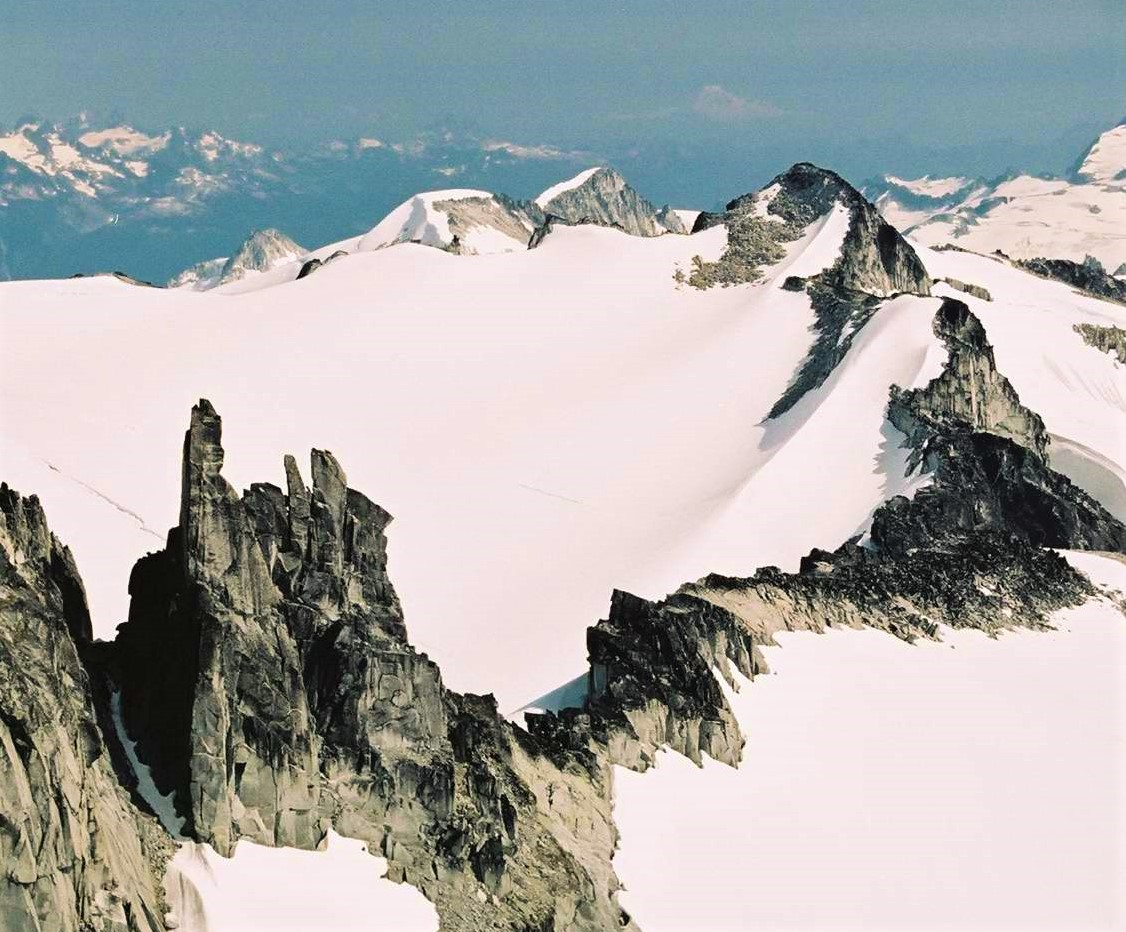
Phyllis's Engine (unten links) und Mount Carr (oben rechts)
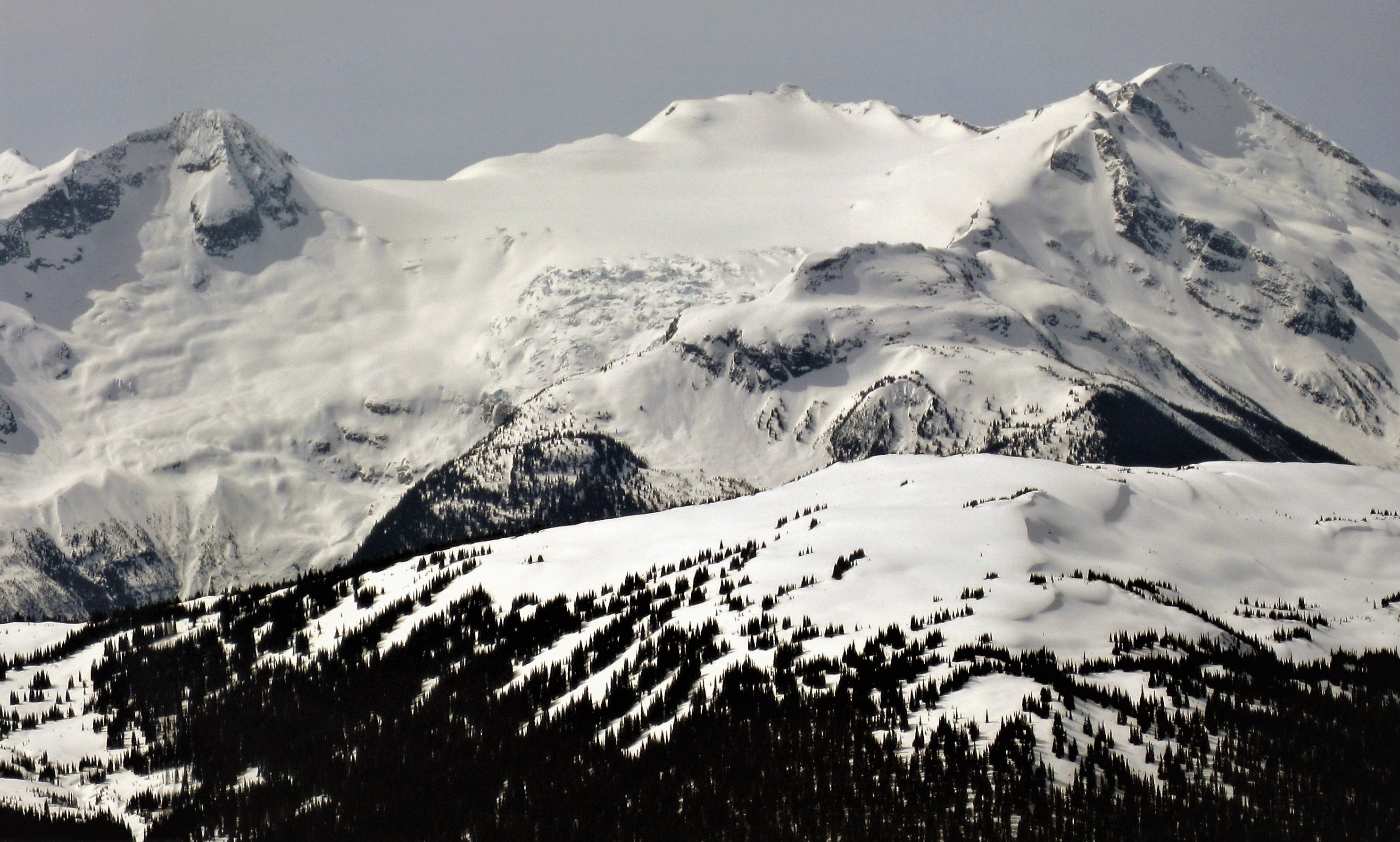
Mount Davidson (links), Mount Carr (Mitte) oberhalb des Cheakamus Glacier und Castle Towers Mountain (rechts), Nordansicht
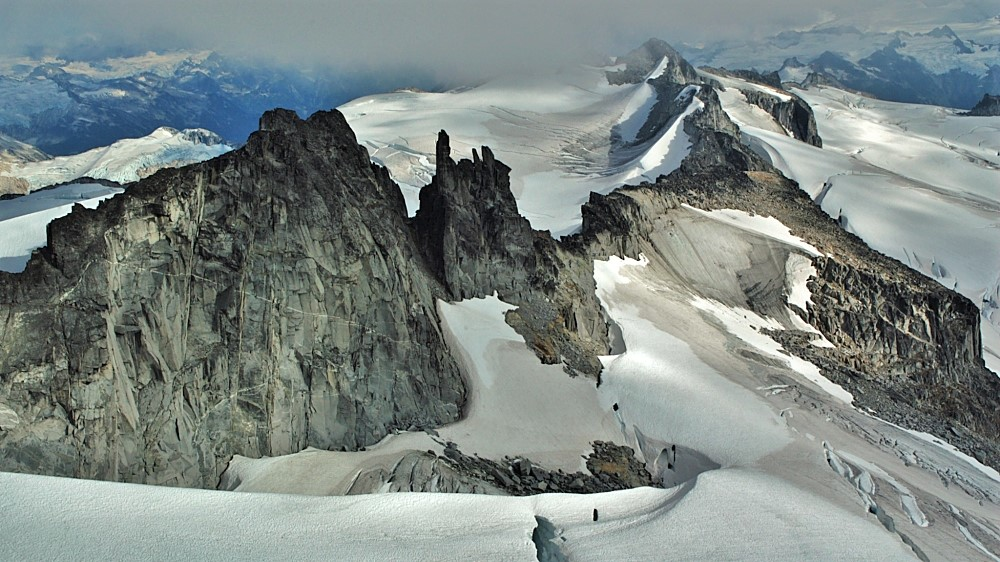
Mt. Carr (oben, rechts der Mitte) mit Phyllis's Engine (Mitte) vom Westgipfel des Castle Towers Mountain
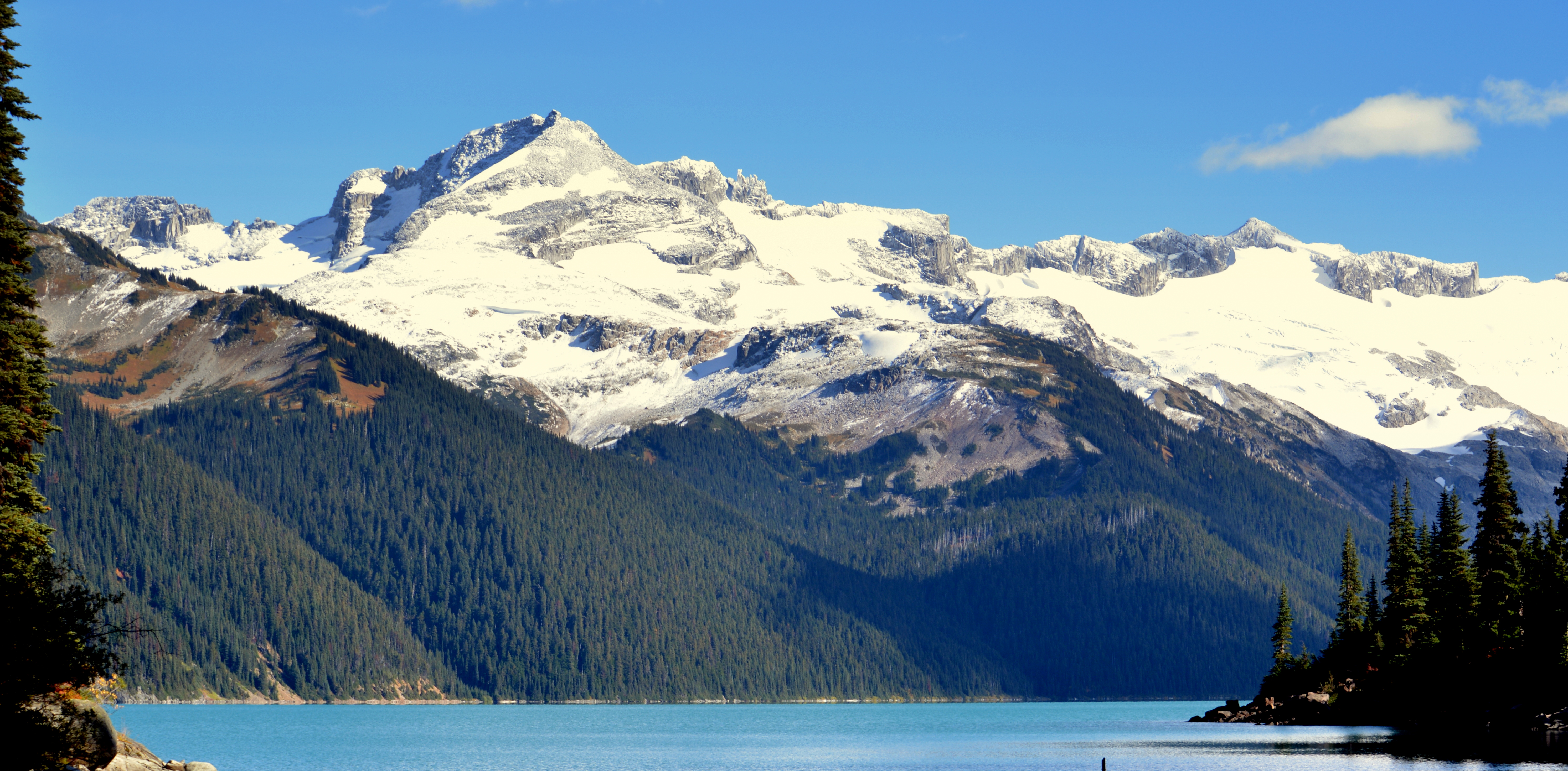
Castle Towers Mountain (links der Mitte), Phyllis's Engine (Mitte), Mt. Carr (rechts) vom Garibaldi Lake aus